# Gidran-arab
Gidranaraben är en hästras som utvecklats i Ungern. Tillsammans med Shagya-araben och Angloaraben är Gidranhästarna en av de få riktigt lyckade utavlade hästraserna i världen, baserade på det Arabiska fullblodet. Inget av det ursprungliga arabiska fullblodets exteriör syns dock i rasen, men Gidran-araben har fått en mängd egenskaper från araberna, bland annat uthållighet och god atletisk förmåga. 

## Historia
Gidranaraben föddes fram på Mezohegyesstuteriet som är Ungerns statsstuteri, grundat 1785. År 1816 importerade man en arabhingst kallad Gidran Senior från Arabiska halvön. Den här hingsten beskrevs som mycket våldsam och livlig. Väl på stuteriet fick hingsten betäcka ett spanskfött sto kallat Arrogante vilket resulterade i Gidran II. Det var Gidran II som till slut skulle bli Gidranarabens stamfader. 
I början fick Gidran II betäcka många olika ston av olika raser, utseenden och typer. Till slut bestämde sig stuteriet för att uteslutande använda sig av det engelska fullblodet för att vidareutveckla de typer man redan hade. 

## Egenskaper
Den moderna Gidranaraben har tydligt ärvt sitt utseende från det engelska fullblodet och det syns knappt ett spår av det arabiska fullblodet. Rasen har därför fått mycket kritik över huruvida det ska få kallas arab. En annan anledning som fick experterna att klaga var att man ansåg att Gidranaraben först var en ren kopia av Angloaraberna. Angloaraberna får man fram genom att korsa Arabiskt fullblod med Engelskt fullblod. Dock fick man världen på sin sida genom att förklara att rasen grundades på en hingst som var korsning av en rad olika raser. 
Rasen är nästan alltid fux, ett arv från Gidran Senior, pappan till förfadern Gidran II. Gidranaraben har även ärvt sitt rykte om att vara livlig eller het från Gidran Senior. Huvudet har en liten aning av arabens elegans men den är mycket kraftigare och påminner mer om stora engelska fullblod. Gidranaraben är stor och reslig med starka ben. Den används numera mest som tävlingshäst men de lite tyngre varianterna har visat sig passa utmärkt som körhästar. 